# 高島本町
高島本町（たかしまほんちょう）は静岡県沼津市にある町名。丁番を持たない単独町名である。

## 地理
静岡県東部総合庁舎、桐陽高等学校があり、大半は住宅地である。リコー通りが東西に隔てており、通り両側には商店が軒を連ねる。
JRの最寄駅は沼津駅である。概ね徒歩10分以内。

## 世帯数と人口
2018年（平成30年）4月1日現在の世帯数と人口は以下の通りである。
| 町丁     | 世帯数  | 人口  |
| -------- | ------- | ----- |
| 高島本町 | 341世帯 | 666人 |

## 小・中学校の学区
市立小・中学校に通う場合、学区は以下の通りとなる。
| 番・番地等 | 小学校             | 中学校             |
| ---------- | ------------------ | ------------------ |
| 全域       | 沼津市立開北小学校 | 沼津市立第五中学校 |

## 施設
教育
- 桐陽高等学校

公共施設
- 静岡県東部総合庁舎

## その他

### 日本郵便
- 郵便番号 : 410-0055[3]（集配局：沼津郵便局[6]）。

### 警察
町内の警察の管轄区域は以下の通りである。
| 番・番地等 | 警察署     | 交番・駐在所 |
| ---------- | ---------- | ------------ |
| 全域       | 沼津警察署 | 沼津駅北交番 |